# Cercle étudiant Endre-Ady
Le Cercle étudiant Endre-Ady (en hongrois : Ady Endre Diákkör, [ˈɒdi ˈɛndɾɛ ˈdiaːkˌkøɾ]) est une organisation étudiante tchèque créée en 1957. Elle rassemble les étudiants pragois de la minorité magyare de Slovaquie. Elle est membre du Réseau étudiant rassemblant les organisations étudiantes de la diaspora magyare de Slovaquie. Elle porte le nom du poète hongrois Endre Ady.